# Collegio elettorale di Oderzo (Camera dei deputati)
Il collegio di Oderzo fu un collegio elettorale uninominale della Repubblica Italiana per l'elezione della Camera dei deputati. Apparteneva alla circoscrizione Veneto 2 e fu utilizzato per eleggere un deputato nella XII, XIII e XIV legislatura.
Venne istituito nel 1993 con la cosiddetta Legge Mattarella (Legge n. 277, Nuove norme per l'elezione della Camera dei deputati), attuata in seguito al referendum abrogativo del 1993. La legge istituì per la Camera dei deputati e per il Senato della Repubblica un sistema di elezione misto, in parte maggioritario e in parte proporzionale. Il 75% dei parlamentari dell'assemblea veniva eletto in collegi uninominali tramite sistema maggioritario a turno unico; il restante 25% alla Camera veniva eletto tramite sistema proporzionale con liste bloccate.
Il collegio venne abolito insieme a tutti gli altri che costituivano la Camera con la promulgazione della legge elettorale successiva, la cosiddetta Legge Calderoli. Questa prevedeva un sistema proporzionale con premio di maggioranza, che alla Camera veniva attribuito a livello nazionale.

## Territorio
Il collegio di Oderzo era uno dei 37 collegi uninominali in cui era suddiviso il Veneto e, come previsto dal D.Lgs. del 20 dicembre 1993 n. 536, era interamente compreso nella provincia di Treviso e comprendeva i seguenti comuni: Breda di Piave, Carbonera, Casale sul Sile, Cessalto, Chiarano, Gorgo al Monticano, Maserada sul Piave, Meduna di Livenza, Monastier di Treviso, Motta di Livenza, Oderzo, Ponte di Piave, Roncade, Salgareda, San Biagio di Callalta, Silea, Villorba e Zenson di Piave.

## Eletti
| Elezione | Elezione | Deputato          | Partito                 |
| -------- | -------- | ----------------- | ----------------------- |
|          | 1994     | Giacomo Archiutti | Polo delle Libertà (FI) |
|          | 1996     | Giuseppe Covre    | Lega Nord               |
|          | 2001     | Nitto Palma       | Casa delle Libertà (FI) |

## Dati elettorali

### XII legislatura

#### Risultati proporzionale
| Coalizioni        | Coalizioni            | Liste                       | Liste                              | Voti   | %     |
| ----------------- | --------------------- | --------------------------- | ---------------------------------- | ------ | ----- |
|                   | Polo delle Libertà    |                             | Lega Nord                          | 24.950 | 26,18 |
|                   | Polo delle Libertà    | Forza Italia                | 22.241                             | 23,34  |       |
| Totale coalizione | Totale coalizione     | 47.191                      | 49,52                              |        |       |
|                   | Patto per l'Italia    |                             | Partito Popolare Italiano          | 18.797 | 19,73 |
|                   | Progressisti          |                             | Partito Democratico della Sinistra | 9.494  | 9,96  |
|                   | Progressisti          | Federazione dei Verdi       | 3.479                              | 3,65   |       |
|                   | Progressisti          | Rifondazione Comunista      | 3.430                              | 3,60   |       |
|                   | Progressisti          | Partito Socialista Italiano | 1.974                              | 2,07   |       |
| Totale coalizione | Totale coalizione     | 18.377                      | 19,28                              |        |       |
|                   | Alleanza Nazionale    | Alleanza Nazionale          | Alleanza Nazionale                 | 6.178  | 6,48  |
|                   | Lega Autonomia Veneta | Lega Autonomia Veneta       | Lega Autonomia Veneta              | 4.743  | 4,98  |
| Totale            | Totale                | Totale                      | Totale                             | 95.286 |       |

#### Risultati uninominale
|                               | Giacomo Archiutti ✔️ Eletto | Polo delle Libertà (FI - LN - CCD - UDC) | 45 974 | 48,70 |  |  |  |  |  |
|                               | Gian Mario Bozzo            | Patto per l'Italia                       | 18 236 | 19,32 |  |  |  |  |  |
|                               | Vittorio Tollardo           | Progressisti                             | 16 264 | 17,23 |  |  |  |  |  |
|                               | Gianpaolo Bucciol           | Lega Autonomia Veneta                    | 7 706  | 8,16  |  |  |  |  |  |
|                               | Luigi Mei                   | Alleanza Nazionale                       | 6 230  | 6,60  |  |  |  |  |  |
| Totale                        | Totale                      | Totale                                   | 94 410 | 100   |  |  |  |  |  |
|                               |                             |                                          |        |       |  |  |  |  |  |
| Fonte: Ministero dell'interno |                             |                                          |        |       |  |  |  |  |  |

### XIII legislatura

#### Risultati proporzionale
| Coalizioni        | Coalizioni          | Liste                                     | Liste                              | Voti   | %     |
| ----------------- | ------------------- | ----------------------------------------- | ---------------------------------- | ------ | ----- |
|                   | Lega Nord           | Lega Nord                                 | Lega Nord                          | 38.317 | 40,49 |
|                   | Polo per le Libertà |                                           | Forza Italia                       | 16.576 | 17,51 |
|                   | Polo per le Libertà | Alleanza Nazionale                        | 8.480                              | 8,96   |       |
|                   | Polo per le Libertà | CCD-CDU                                   | 4.554                              | 4,81   |       |
| Totale coalizione | Totale coalizione   | 29.610                                    | 31,28                              |        |       |
|                   | L'Ulivo             |                                           | Partito Democratico della Sinistra | 8.362  | 8,84  |
|                   | L'Ulivo             | Popolari per Prodi (PPI-SVP-PRI-UD-Prodi) | 7.604                              | 8,03   |       |
|                   | L'Ulivo             | Rinnovamento Italiano                     | 4.877                              | 5,15   |       |
|                   | L'Ulivo             | Federazione dei Verdi                     | 2.031                              | 2,15   |       |
| Totale coalizione | Totale coalizione   | 22.874                                    | 24,17                              |        |       |
|                   | Progressisti        |                                           | Rifondazione Comunista             | 3.841  | 4,06  |
| Totale            | Totale              | Totale                                    | Totale                             | 85.730 |       |

#### Risultati uninominale
|                               | Giuseppe Covre ✔️ Eletto | Lega Nord                       | 40 655 | 43,17 |  |  |  |  |  |
|                               | Maurizio Menegon         | L'Ulivo - Lega Autonomia Veneta | 27 109 | 28,79 |  |  |  |  |  |
|                               | Giacomo Archiutti        | Polo per le Libertà             | 26 405 | 28,04 |  |  |  |  |  |
| Totale                        | Totale                   | Totale                          | 94 169 | 100   |  |  |  |  |  |
|                               |                          |                                 |        |       |  |  |  |  |  |
| Fonte: Ministero dell'interno |                          |                                 |        |       |  |  |  |  |  |

### XIV legislatura

#### Risultati proporzionale
| Coalizioni        | Coalizioni                         | Liste                              | Liste                                 | Voti   | %     |
| ----------------- | ---------------------------------- | ---------------------------------- | ------------------------------------- | ------ | ----- |
|                   | Casa delle Libertà                 |                                    | Forza Italia                          | 28.893 | 30,87 |
|                   | Casa delle Libertà                 | Lega Nord                          | 14.497                                | 15,49  |       |
|                   | Casa delle Libertà                 | Alleanza Nazionale                 | 7.146                                 | 7,63   |       |
|                   | Casa delle Libertà                 | CCD-CDU                            | 2.839                                 | 3,03   |       |
|                   | Casa delle Libertà                 | Nuovo PSI                          | 899                                   | 0,96   |       |
| Totale coalizione | Totale coalizione                  | 54.274                             | 57,98                                 |        |       |
|                   | L'Ulivo                            |                                    | La Margherita (Dem - PPI - RI- UDEUR) | 13.156 | 14,06 |
|                   | L'Ulivo                            | Democratici di Sinistra            | 7.963                                 | 8,22   |       |
|                   | L'Ulivo                            | Il Girasole (FdV - SDI)            | 1.754                                 | 1,87   |       |
|                   | L'Ulivo                            | Comunisti Italiani                 | 830                                   | 0,89   |       |
| Totale coalizione | Totale coalizione                  | 23.703                             | 25,04                                 |        |       |
|                   | Lista Di Pietro                    | Lista Di Pietro                    | Lista Di Pietro                       | 4.660  | 4,98  |
|                   | Liga Fronte Veneto                 | Liga Fronte Veneto                 | Liga Fronte Veneto                    | 3.408  | 3,64  |
|                   | Rifondazione Comunista             | Rifondazione Comunista             | Rifondazione Comunista                | 3.023  | 3,23  |
|                   | Lista Pannella - Bonino            | Lista Pannella - Bonino            | Lista Pannella - Bonino               | 2.476  | 2,65  |
|                   | Democrazia Europea                 | Democrazia Europea                 | Democrazia Europea                    | 1.377  | 1,47  |
|                   | Movimento Sociale Fiamma Tricolore | Movimento Sociale Fiamma Tricolore | Movimento Sociale Fiamma Tricolore    | 752    | 0,80  |
|                   | Paese Nuovo                        | Paese Nuovo                        | Paese Nuovo                           | 108    | 0,12  |
|                   | Abolizione scorporo                | Abolizione scorporo                | Abolizione scorporo                   | 90     | 0,10  |
| Totale            | Totale                             | Totale                             | Totale                                | 93.601 |       |

#### Risultati uninominale
|                               | Nitto Francesco Palma ✔️ Eletto | Casa delle Libertà | 44 929 | 47,86 |  |  |  |  |  |
|                               | Rita Giannetti                  | L'Ulivo            | 31 948 | 34,04 |  |  |  |  |  |
|                               | Tiziano Vettorazzo              | Liga Fronte Veneto | 9 471  | 10,09 |  |  |  |  |  |
|                               | Biagio Mennella                 | Lista Di Pietro    | 4 507  | 4,80  |  |  |  |  |  |
|                               | Antonio Carraro                 | Democrazia Europea | 3 012  | 3,21  |  |  |  |  |  |
| Totale                        | Totale                          | Totale             | 93 867 | 100   |  |  |  |  |  |
|                               |                                 |                    |        |       |  |  |  |  |  |
| Fonte: Ministero dell'interno |                                 |                    |        |       |  |  |  |  |  |